# تايلور ليك فيليج
تايلور ليك فيليج (بالإنجليزية: Taylor Lake Village, Texas)‏ هي مدينة تقع بولاية تكساس في شمال شرق الولايات المتحدة. تبلغ مساحة هذه المدينة 3.4 (كم²)، وترتفع عن سطح البحر 1 م، بلغ عدد سكانها 3544 نسمة في عام 2010 حسب إحصاء مكتب تعداد الولايات المتحدة .

## التركيبة السكانية
حدّد مكتب تعداد الولايات المتحدة بيانات التركيبة السكانية لتايلور ليك فيليج في تعداد الولايات المتحدة. في ما يلي، التركيبة السكانية حسب تعدادي 2000 و2010.

### تعداد عام 2000
بلغ عدد سكان تايلور ليك فيليج 3,694 نسمة بحسب تعداد عام 2000، وبلغ عدد الأسر 1,341 أسرة وعدد العائلات 1,178 عائلة مقيمة في القرية. في حين سجلت الكثافة السكانية 1,089.7 نسمة لكل كيلومتر مربع (2,822.3/ميل2). وبلغ عدد الوحدات السكنية 1,364 وحدة بمتوسط كثافة قدره 402.4 لكل كيلومتر مربع (1,042.2/ميل2).
وتوزع التركيب العرقي للقرية بنسبة 92.39% من البيض و2.71% من الأمريكيين الأفارقة و0.49% من الأمريكيين الأصليين و2.06% من الأمريكيين ذوي الأصول الآسيوية و0.14% من سكان جزر المحيط الهادئ و1.03% من الأعراق الأخرى و1.19% من عرقين مختلطين أو أكثر و4.57% من الهسبانيون أو اللاتينيون من أي عرق.
بلغ عدد الأسر 1,341 أسرة كانت نسبة 38.4% منها لديها أطفال تحت سن الثامنة عشر تعيش معهم، وبلغت نسبة الأزواج القاطنين مع بعضهم البعض 80.8% من أصل المجموع الكلي للأسر، ونسبة 5.1% من الأسر كان لديها معيلات من الإناث دون وجود شريك، بينما كانت نسبة 1.9% من الأسر لديها معيلون من الذكور دون وجود شريكة وكانت نسبة 12.2% من غير العائلات. تألفت نسبة 11% من أصل جميع الأسر من عدة أفراد يعيشون في نفس المنزل ونسبة 5.1% كانت تتألف من شخص يعيش بمفرده يبلغ من العمر 65 عاماً أو أكثر. وبلغ متوسط حجم الأسرة المعيشية 2.75، أما متوسط حجم العائلات فبلغ 2.96.
بلغ العمر الوسطي للسكان 43.7 عاماً. وكانت نسبة 25.6% من القاطنين تحت سن الثامنة عشر، وكانت نسبة 4.3% بين الثامنة عشر والرابعة والعشرين عاماً، ونسبة 22.7% كانت واقعةً في الفئة العمرية ما بين الخامسة والعشرين والرابعة والأربعين عاماً، ونسبة 34.2% كانت ما بين الخامسة والأربعين والرابعة والستين، ونسبة 13.2% كانت ضمن فئة الخامسة والستين عاماً فما فوق. يوجد لكل 100 أنثى 97.3 ذكر، ويوجد لكل 100 أنثى في الثامنة عشر من عمرها فما فوق 95.2 ذكر.
بلغ متوسط دخل الأسرة في القرية 99,535 دولارًا، أما متوسط دخل العائلة فبلغ 102,873 دولارًا. وكان متوسط دخل الذكور 83,358 دولارًا مقابل 48,500 دولارًا للإناث. وسجل دخل الفرد الخاص بالقرية 43,936 دولارًا. وكانت نسبة 0.4% من العائلات ونسبة 1% من السكان تحت خط الفقر، وكان من هؤلاء نسبة 1.7% تحت سن الثامنة عشر ونسبة 1.1% في الخامسة والستين من العمر وما فوق.

### تعداد عام 2010
بلغ عدد سكان تايلور ليك فيليج 3,544 نسمة بحسب تعداد عام 2010، وبلغ عدد الأسر 1,321 أسرة وعدد العائلات 1,099 عائلة مقيمة في القرية. في حين سجلت الكثافة السكانية 1,045.4 نسمة لكل كيلومتر مربع (2,707.6/ميل2). وبلغ عدد الوحدات السكنية 1,367 وحدة بمتوسط كثافة قدره 403.2 لكل كيلومتر مربع (1,044.3/ميل2).
وتوزع التركيب العرقي للقرية بنسبة 91.62% من البيض و2.23% من الأمريكيين الأفارقة و0.28% من الأمريكيين الأصليين و3.61% من الأمريكيين ذوي الأصول الآسيوية و0.03% من سكان جزر المحيط الهادئ و0.87% من الأعراق الأخرى و1.35% من عرقين مختلطين أو أكثر و7.36% من الهسبانيون أو اللاتينيون من أي عرق.
بلغ عدد الأسر 1,321 أسرة كانت نسبة 32.8% منها لديها أطفال تحت سن الثامنة عشر تعيش معهم، وبلغت نسبة الأزواج القاطنين مع بعضهم البعض 74.3% من أصل المجموع الكلي للأسر، ونسبة 6% من الأسر كان لديها معيلات من الإناث دون وجود شريك، بينما كانت نسبة 3% من الأسر لديها معيلون من الذكور دون وجود شريكة وكانت نسبة 16.8% من غير العائلات. تألفت نسبة 14.3% من أصل جميع الأسر من عدة أفراد يعيشون في نفس المنزل ونسبة 7% كانت تتألف من شخص يعيش بمفرده يبلغ من العمر 65 عاماً أو أكثر. وبلغ متوسط حجم الأسرة المعيشية 2.68، أما متوسط حجم العائلات فبلغ 2.96.
بلغ العمر الوسطي للسكان 47.9 عاماً. وكانت نسبة 22.1% من القاطنين تحت سن الثامنة عشر، وكانت نسبة 6.1% بين الثامنة عشر والرابعة والعشرين عاماً، ونسبة 16.8% كانت واقعةً في الفئة العمرية ما بين الخامسة والعشرين والرابعة والأربعين عاماً، ونسبة 35.9% كانت ما بين الخامسة والأربعين والرابعة والستين، ونسبة 19.2% كانت ضمن فئة الخامسة والستين عاماً فما فوق. وتوزع التركيب الجنسي للسكان بنسبة 49.1% ذكور و50.9% إناث.

## وصلات خارجية
- www.taylorlakevillage.us
- The US50 - Cities and Towns in Texas State